# Ja Morant
Temetrius Jamel Morant (Dalzell, Sumter megye, 1999. augusztus 10. –) amerikai profi kosárlabdázó, aki az észak-amerikai kosárlabda-bajnokságban, a Memphis Grizzlies csapatában játszik. Morantet a Murray State-nél töltött évei alatt 2019-ben beválasztották az All-American csapatba. A Memphis Grizzlies csapata a 2019-es NBA-draft első körében másodikként választotta, az alapszakasz végén ő lett az év újonca. Morantet 2022-ben lett először NBA All Star, amely évben elnyerte a Legtöbbet fejlődött játékos díjat is. Azóta kétszeres All Star-játékos.

## Statisztikák
A Basketball Reference adatai alapján.

### Egyetem
| Év        | Csapat       | JM | KM | JP/M | MG%  | 3P%  | BD%  | L/M | GP/M  | S/M | B/M | P/M  |
| --------- | ------------ | -- | -- | ---- | ---- | ---- | ---- | --- | ----- | --- | --- | ---- |
| 2017–2018 | Murray State | 32 | 32 | 34,0 | .459 | .307 | .806 | 6,5 | 6,3   | 0,9 | 0,4 | 12,7 |
| 2018–2019 | Murray State | 33 | 33 | 36,6 | .499 | .363 | .813 | 5,7 | 10,0* | 1,8 | 0,8 | 24,5 |
| Karrier   | Karrier      | 65 | 65 | 35,3 | .485 | .343 | .810 | 6,1 | 8,2   | 1,4 | 0,6 | 18,7 |

### NBA

#### Alapszakasz
| Év        | Csapat            | JM  | KM  | JP/M | MG%  | 3P%  | BD%  | L/M | GP/M | S/M | B/M | P/M  |
| --------- | ----------------- | --- | --- | ---- | ---- | ---- | ---- | --- | ---- | --- | --- | ---- |
| 2019–2020 | Memphis Grizzlies | 67  | 67  | 31,0 | .477 | .335 | .776 | 3,9 | 7,3  | 0,9 | 0,3 | 17,8 |
| 2020–2021 | Memphis Grizzlies | 63  | 63  | 32,6 | .449 | .303 | .728 | 4,0 | 7,4  | 0,9 | 0,2 | 19,1 |
| 2021–2022 | Memphis Grizzlies | 57  | 57  | 33,1 | .493 | .344 | .761 | 5,7 | 6,7  | 1,2 | 0,4 | 27,4 |
| 2022–2023 | Memphis Grizzlies | 61  | 59  | 31,9 | .466 | .307 | .748 | 5,9 | 8,1  | 1,1 | 0,3 | 26,2 |
| 2023–2024 | Memphis Grizzlies | 9   | 9   | 35,3 | .471 | .275 | .813 | 5,6 | 8,1  | 0,8 | 0,6 | 25,1 |
| 2024–2025 | Memphis Grizzlies | 50  | 50  | 30,4 | .454 | .309 | .824 | 4,1 | 7,3  | 1,2 | 0,2 | 23,2 |
| Karrier   | Karrier           | 307 | 305 | 31,9 | .469 | .316 | .766 | 4,7 | 7,4  | 1,0 | 0,3 | 22,6 |
| All Star  | All Star          | 2   | 2   | 18,8 | .600 | .000 | —    | 2.0 | 3,0  | 0,5 | 0,0 | 6,0  |

#### Play-in
| Év      | Csapat            | JM | KM | JP/M | MG%  | 3P%  | BD%   | L/M | GP/M | S/M | B/M | P/M  |
| ------- | ----------------- | -- | -- | ---- | ---- | ---- | ----- | --- | ---- | --- | --- | ---- |
| 2020    | Memphis Grizzlies | 1  | 1  | 41,9 | .464 | .500 | .750  | 4,0 | 8,0  | 0,0 | 0,0 | 35,0 |
| 2021    | Memphis Grizzlies | 2  | 2  | 43,2 | .449 | .467 | .500  | 6,0 | 6,0  | 2,5 | 0,0 | 27,5 |
| 2025    | Memphis Grizzlies | 2  | 2  | 33,8 | .381 | .250 | 1.000 | 5,0 | 6,0  | 2,0 | 0,0 | 22,0 |
| Karrier | Karrier           | 5  | 5  | 39,2 | .429 | .414 | .769  | 5,2 | 6,4  | 1,8 | 0,0 | 26,8 |

#### Rájátszás
| Év      | Csapat            | JM | KM | JP/M | MG%  | 3P%  | BD%  | L/M | GP/M | S/M | B/M | P/M  |
| ------- | ----------------- | -- | -- | ---- | ---- | ---- | ---- | --- | ---- | --- | --- | ---- |
| 2021    | Memphis Grizzlies | 5  | 5  | 40,6 | .487 | .323 | .775 | 4,8 | 8,2  | 0,4 | 0,0 | 30,2 |
| 2022    | Memphis Grizzlies | 9  | 9  | 37,6 | .440 | .340 | .747 | 8,0 | 9,8  | 2,0 | 0,4 | 27,1 |
| 2023    | Memphis Grizzlies | 5  | 5  | 37.4 | .425 | .419 | .769 | 6,8 | 7,0  | 1,8 | 0,2 | 24,6 |
| 2025    | Memphis Grizzlies | 3  | 3  | 27,3 | .415 | .250 | .636 | 2,0 | 5,0  | 0,7 | 0,7 | 18,3 |
| Karrier | Karrier           | 22 | 22 | 36,8 | .445 | .344 | .750 | 6,2 | 8,1  | 1,4 | 0,3 | 26,0 |

## Magánélet
Morantnek van egy húga, akivel gyermekkorában együtt kosárlabdáztak, és aki a Hillcrest Középiskolában kosárlabdázik Dalzellben.
Morantnek 2019-ben született egy lánya.

## Fordítás
- Ez a szócikk részben vagy egészben  a   Ja Morant című angol Wikipédia-szócikk ezen változatának fordításán alapul.  Az eredeti cikk szerkesztőit annak laptörténete sorolja fel. Ez a jelzés csupán a megfogalmazás eredetét és a szerzői jogokat jelzi, nem szolgál a cikkben szereplő információk forrásmegjelöléseként.